# Хилсдејл (Оклахома)
Хилсдејл (енгл. Hillsdale) град је у америчкој савезној држави Оклахома.

## Демографија
По попису из 2010. године број становника је 121, што је 20 (19,8%) становника више него 2000. године.
| Група             | 2000.      | 2010.       |
| Белци             | 95 (94,1%) | 117 (96,7%) |
| Афроамериканци    | 0 (0,0%)   | 0 (0,0%)    |
| Азијати           | 0 (0,0%)   | 1 (0,8%)    |
| Хиспаноамериканци | 5 (5,0%)   | 0 (0,0%)    |
| Укупно            | 101        | 121         |